# メイ・サットン
メイ・サットン（May Sutton, 1886年9月25日 - 1975年10月4日）は、アメリカの女子テニス選手。名門のテニス一家に育ち、1905年のウィンブルドン選手権で大会史上初めてイギリス人以外の優勝者となった選手である。右利きで、力強いフォアハンドのトップスピン（順回転）ボールを最も得意とした。彼女の出身地はイングランドのプリマスであるが、6歳の時にアメリカ・カリフォルニア州パサディナに引っ越した。フルネームは May Godfray Sutton Bundy （メイ・ゴッドフレー・サットン・バンディ）という。

## 来歴
サットンの家族は、メイが6歳の時にイングランドからアメリカ・カリフォルニア州パサディナに引っ越したが、父親がアメリカへの転居後にコンクリートのテニス・コートを建設した。サットン一家はメイ、バイオレット、フローレンス、エセルの4人姉妹であり、そのうちメイ、フローレンス、エセルの3人が当時の「全米テニスランキング」で女子のトップ10位以内に入った。バイオレットは、1930年の全米選手権男子シングルス優勝者になったジョン・ドエグ（1908年 - 1978年）の母親になっている。そのため、当時の南カリフォルニア地方には「サットンを倒すには、サットン一家のひとりになれ」“It takes a Sutton to beat a Sutton”という諺さえ語られるほどだったという。それほど、サットン家は傑出したテニス一家として有名であった。その中でも、メイは最も顕著な成功を収めた選手であった。
メイ・サットンは1904年の全米選手権で、女子シングルス・女子ダブルス・混合ダブルスの3部門すべてに決勝進出を果たした。女子シングルス決勝では、サットンは過去3度優勝経験のあるエリザベス・ムーア（1876年 - 1959年）を 6-1, 6-2 で圧倒し、女子ダブルスではミリアム・ホールとのペアで優勝したが、混合ダブルスではトレバニオン・ダラスとのペアで敗れ、3部門ともムーアと決勝を戦った。翌1905年から1907年まで、サットンは3年連続でウィンブルドン選手権の女子シングルス決勝に進出し、イギリスのドロテア・ダグラスと3年連続で決勝対決をした。1905年の決勝でサットンはダグラスを 6-3, 6-4 で破り、イギリス人以外のテニス選手として最初のウィンブルドン選手権優勝者になった。1906年の決勝ではダグラスに 3-6, 7-9 で敗れたが、1907年はサットンが 6-1, 6-4 で勝ち、2年ぶり2度目の優勝を飾る。サットンは男女を通じて最初の「イギリス人選手以外のウィンブルドン優勝者」になり、男子では1907年にオーストラリアのノーマン・ブルックス（1877年 - 1968年）が最初の偉業を達成した。 
メイ・サットンは1912年、同じテニス選手のトーマス・バンディ（1881年 - 1945年）と結婚して「メイ・サットン・バンディ」（May Sutton Bundy）と名乗るようになった。 夫のトーマス・バンディは、1912年から1914年まで全米選手権の男子ダブルスでモーリス・マクローリン（1890年 - 1957年）とペアを組んで3連覇を達成した選手である。2人の間に生まれた娘のドロシー・バンディ（1916年9月1日生まれ）も優れたテニス選手になり、1938年の全豪選手権女子シングルス優勝者になった。
結婚と出産を経て、メイ・サットン・バンディは1921年に女子テニス界へ復帰し、再び全米ランキング4位へ返り咲く。1925年の全米選手権女子ダブルスで、39歳になったサットン・バンディはエリザベス・ライアンとペアを組んで「21年ぶり」の決勝戦に進んだが、メアリー・ブラウンとヘレン・ウィルスの組に 4-6, 3-6 で敗れた。サットン・バンディは42歳を迎える1928年まで全米ランキング5位につけ、1956年に国際テニス殿堂入りを果たしている。彼女は長寿にも恵まれ、1975年10月4日にカリフォルニア州サンタモニカで89歳の生涯を閉じた。メイ・サットンの墓はサンタモニカでも有名な「ウッドローン記念墓地」にある。